# Введенский, Андрей Александрович
Андре́й Алекса́ндрович Введе́нский (21 июля 1891, Пермь, Российская империя — 13 сентября 1965, Киев, УССР) — советский историк, доктор исторических наук (1946), профессор.

## Биография
Родился в семье земского фельдшера. В 1912 году окончил Пермскую классическую гимназию, в 1920 году — факультет общественных наук Петроградского университета. Работал в архивных учреждениях, в частности, в 1920 году исполнял обязанности заведующего Пермским губархивом. Вёл борьбу за спасение частных архивов, в том числе Строгановского, над этой темой работал до конца жизни.
В 1923 году защитил кандидатскую диссертацию по истории на тему «Монастырский стряпчий». Преподавал в вузах Ленинграда.
В 1930 был арестован по сфабрикованному ОГПУ уголовному делу кружка молодых историков, учеников С. В. Рождественского, С. Ф. Платонова, А. Е. Преснякова и ряда других историков, но осуждён не был.
В 1935-1937 выезжал читать лекции в Витебский и Вологодский пединституты.
В 1938—1941 годах — заведующий кафедрой истории СССР Киевского университета, в 1941—1943 годах — Уральского университета, в 1943—1944 годах — Объединённого украинского университета в Кзыл-Орде. Был награждён медалью «За доблестный труд в Великой Отечественной войне».

С 1944 года — заведующий кафедрой истории СССР, с 1951 года — профессор кафедры архивоведения и вспомогательных исторических дисциплин Киевского университета.
Умер 13 сентября 1965 в Киеве. Похоронен на Байковом кладбище.

## Научная деятельность
Подробно исследовал историю освоения Урала и деятельность Строгановых. Значительная часть работ посвящена истории торгово-промышленных отношений Севера России XVI-XVII веков, освоению Сибири. Весной 1941 защитил в Ленинградском университете докторскую диссертацию «Купеческая вотчина Строгановых в XVI-XVII вв.», но документы, скорее всего, затерялись после начала войны. В ноябре 1942 повторно защитил диссертацию под названием «Очерки по истории Строгановых в Поморье и на Урале в XVI-XVII вв.» в Уральском университете.
Разработал и читал специальные курсы по палеографии, исторической метрологии, исторической дипломатики, исторической хронологии и истории архивного дела в зарубежных странах.
Во время работы в Киеве подготовил около 100 кандидатов исторических наук. Автор более 150 научных работ. Исследователь истории России и Украины XV-XVIII веков. Изучал вотчинное феодальное хозяйство, историю техники производства, вопросы дипломатики и источниковедения.

## Труды
- Об архивах Приуралья // Дела и дни. 1920. Кн. 1,
- Архив и библиотека Строгановых в XVI—XVII вв. Вологда, 1923;
- Происхождение Строгановых. Вологда, 1923;
- Торговый дом XVI-XVII веков. Памятники социально-экономической истории России. Под ред. А. И. Заозерского и В. Н. Кашина. — Л.: Путь к знанию, 1924. — 184 с. — 3000 экз.
- Чернорабочие на Урале в 1905 году // Горнорабочий. 1925. № 44;
- Иконные горницы Строгановых в XVI—XVII вв .: Материалы по истории русского искусства. Л., 1928;
- Крестьяне — Строгановы в XVI—XVII вв. // Труды Тбилисский гос. ун-та. 1939. № 1;
- Урало-Печерский край на рубеже XIX—XX вв. // Науч. зап. Киевского ун-та. 1946. Т.5, вып.2;
- Iван Грозний. К., 1946;
- Строгановы, Ермак и завоевание Сибири // Ист. сб. Киевского ун-та. 1949. № 2;
- Спільна боротьба російського і українського народів проти польсько-шляхетської агресії на Україні в 1654—1657 рр. «Наукові записки Київського університету», 1954, т. 13, вип. 1;
- Дом Строгановых в XVI-XVII веках. — М.: Соцэкгиз, 1962. — 308 с. — 10000 экз.
- Допоміжні історичні дисципліни. К., 1962 [у співавт.];
- Лекции по документальному источниковедению истории СССР (Дипломатика). К., 1963.